# 三戸正宏
三戸 正宏（みと まさひろ、1953年〈昭和28年〉3月22日 - ）は、広島県呉市出身の農業協同組合経営者。

## 経歴
大阪電気通信大学工学部を卒業後は、一般企業での勤務を経て、1977年に呉農業協同組合に入組。
呉農協では、信用部事業推進課課長、信用部部長、監査室室長、非常勤理事、常勤監事等を歴任し、2019年6月からは、代表理事組合長に就任。
2023年4月1日に、広島県内の農業協同組合は、JA呉を含めた9農協が合併し、ひろしま農業協同組合を東広島市に設立。三戸は、初代代表理事組合長に同日から就任。2024年6月25日付で代表理事組合長を退任し、非常勤理事に就任。